# Икеда (Осака)
Ике́да (яп. 池田市 Икэда-си) — город в Японии, расположенный на острове Хонсю в префектуре Осака, севернее города Осака и западнее Амагасаки. Городской статус получил 29 апреля 1939 года. Площадь города составляет 22,09 км², население — 103 105 человек (1 августа 2014), плотность населения — 4667,50 чел./км².

## Породнённые города
Город породнён с двумя другими городами:
- Лонсестон, Австралия;
- Сучжоу, КНР.